# Asesinato de Ebby Steppach
Ebby Jane Steppach (Little Rock, Arkansas; 31 de marzo de 1997 - Ibídem, 25 de octubre de 2015) fue una joven estadounidense que desapareció en circunstancias misteriosas en la localidad de Little Rock, en el estado de Arkansas. Días antes de su desaparición, había acusado a cuatro hombres de violarla en grupo en una fiesta a la que había asistido. El 25 de octubre de 2015, realizó una llamada errática a su hermano mayor, Trevor; este fue el último contacto conocido que alguien tuvo con ella.
El 27 de octubre, su coche abandonado fue descubierto en Chalamont Park, al oeste de Little Rock. Se realizaron búsquedas en los bosques del parque, pero no se encontró ni rastro de Steppach. Permaneció como desaparecida durante casi tres años antes de que su esqueleto fuera descubierto en una tubería de drenaje en Chalamont Park en mayo de 2018, en las inmediaciones de donde se había encontrado su coche. Llevaba muerta desde el momento en que se encontró su coche tres años antes. Su muerte se ha clasificado como homicidio.

## Trasfondo
Ebby Jane Steppach era una estudiante de bachillerato de 18 años de Little Rock, en el estado de Arkansas, que estaba terminando su último curso en el Little Rock Central High School. Anteriormente había asistido a un colegio privado, pero ese año se trasladó a un colegio público. Queriendo independizarse de sus padres, Steppach decidió mudarse de la casa de su familia al comienzo del año escolar, pero se estaba quedando principalmente con sus abuelos y amigos. El 21 de octubre de 2015, Steppach faltó a la escuela. El viernes 23 de octubre, asistió a una fiesta en algún momento de la noche.
Al día siguiente, 24 de octubre de 2015, Steppach llegó a la casa de su madre, e informó a su padrastro que había sido violada en grupo por cuatro individuos en la fiesta y que quería reportar el incidente a las autoridades. También alegó que la violación había sido grabada en un teléfono móvil. Más tarde esa noche, cuando la madre de Steppach, Laurie Jernigan, y su padrastro intentaron comunicarse con ella por teléfono, no obtuvieron respuesta; su padrastro sospechaba que había ido a recuperar el video de su violación. Esa noche, desde el teléfono móvil de Steppach se hicieron dos breves llamadas de aproximadamente un minuto de duración cada una al Departamento de Policía de Little Rock, aunque este declaró no tener constancia de haber recibido ninguna denuncia. A lo largo de la noche, los registros del teléfono móvil mostraron que Steppach envió mensajes de texto a varios de los hombres a los que había implicado en su violación, amenazándoles con denunciarles a la policía.

## Desaparición
Steppach tuvo contacto por última vez con su hermano mayor, Trevor, alrededor de las 14:00 horas del 25 de octubre de 2015, en una llamada telefónica. Trevor la describió como "desorientada" durante su conversación. Ella le dijo inicialmente que estaba aparcada fuera de su casa, pero al colgar y salir a la calle, él no vio su coche. Cuando él la llamó de nuevo, ella respondió, esta vez diciéndole que estaba en su coche, pero no estaba segura de dónde estaba aparcada. Después de que ella le dijera "estoy jodida", la llamada terminó. Este fue el último contacto conocido que alguien tuvo con ella.
El 27 de octubre, un guardia de seguridad descubrió el Volkswagen Passat 2003 de Steppach abandonado en un aparcamiento cerca de una zona boscosa en Chalamont Park, un parque de barrio en el oeste de Little Rock. El guardia de seguridad avisó a la policía y esperó aproximadamente dos horas a que llegara un agente, pero no llegó ninguno. Al día siguiente, tras ver que el vehículo seguía allí mientras hacía su ronda, volvió a llamar y esperar a la policía, que finalmente llegó alrededor de una hora más tarde y descubrió que pertenecía a Steppach. El coche tenía el depósito de gasolina vacío, así como la batería descargada, y la llave se había quedado en el contacto.

## Investigación
Se llevaron a cabo varias búsquedas en Chalamont Park tras el descubrimiento del coche de Steppach, aunque no se encontraron pruebas adicionales en los bosques circundantes. Según un informe de 2017, los hombres a los que Steppach había acusado de violación habían hablado con la policía, aunque no se realizaron búsquedas formales en sus teléfonos móviles en busca del supuesto vídeo de la violación de Steppach. En un intento de dar publicidad a su caso, la madre y el hermano de Steppach, Trevor, aparecieron en el programa del Dr. Phil en diciembre de 2017. La familia Steppach ofreció una recompensa de 50 000 dólares por cualquier información que condujera al paradero de su hija.

## Descubrimiento del cuerpo
Alrededor de las 10:00 horas de la mañana del 24 de mayo de 2018, mientras realizaba otra búsqueda en Chalamont Park, la policía descubrió restos óseos en una tubería de drenaje en las inmediaciones donde se había descubierto el automóvil de Steppach. Posteriormente se confirmó que estos restos eran los de Steppach. En el pasado se habían realizado búsquedas exhaustivas de Steppach en Chalamont Park. Margie Foley, amiga de la familia y madre de uno de los mejores amigos de Steppach, afirmó que había olido la descomposición mientras realizaba una búsqueda privada en la zona, y alertó a las autoridades. A la llegada de la policía al lugar, Foley afirmó que fue "desestimada por los agentes", que le dijeron que el parque había sido registrado con perros de rescate que habrían detectado el olor de la descomposición humana, y le aseguraron que "debía ser un animal o algo así".